# Upłatne
Upłatne (ukr. Уплатне) – wieś na Ukrainie, w obwodzie charkowskim, w rejonie łozowskim, w hromadzie Błyzniuky. W 2001 liczyła 739 mieszkańców, spośród których 697 wskazało jako ojczysty język ukraiński, 41 rosyjski, a 1 inny.